# Al-Sahel SC
Al-Sahel SC (en árabe: نادي الساحل الرياضي‎) es un equipo de fútbol de Kuwait que juega en la Liga Premier de Kuwait, la primera categoría nacional.

## Historia
Fue fundado en el año 1967 en la ciudad de Abu Halifa, ha logrado dos títulos de la segunda categoría y fue finalista de la Copa del Emir de Kuwait en 1999.

## Palmarés
- Kuwaiti Division One (3): 1995-96, 2000–01, 2009–10